# Enrico Letta
Enrico Letta (Pisa, 20 de agosto de 1966) é um político italiano, foi primeiro-ministro de seu país, de 2013 até 2014. Já ocupou em diversas legislaturas uma assento parlamentar na Câmara dos Deputados da Itália. É filiado ao Partido Democrático (PD), já tendo sido seu vice-presidente. Enrico Letta, de centro-esquerda, é sobrinho de Gianni Letta, político de primeiro escalão do partido O Povo da Liberdade (PDL), coalizão política de centro-direita. Tomou posse o cargo de primeiro-ministro da Itália em 28 de abril 2013 como novo chefe de governo e comandará um gabinete de coalizão com o PDL, grupo do ex-premiê Silvio Berlusconi, e sucederá o tecnocrata Mario Monti.

## Carreira politica
Enrico Letta tem doutorado em Direito Comunitário, e está na política desde 1990, ano em que conheceu o seu mentor, Beniamino Andreatta, ministro democrata-cristão que o levou para o seu gabinete no Ministério dos Negócios Estrangeiros. Trabalhou depois com o antigo Presidente Carlo Azeglio Ciampi na comissão para o euro.
Vice-presidente do Partido Popular, que sucedeu à democracia cristã, integrou o primeiro Governo de centro-esquerda de Massimo D'Alema, em 1998, como ministro das Políticas Comunitárias. Será depois ministro da Indústria e do Comércio. Em 2006, é escolhido por Romano Prodi para o vital lugar de subsecretário de Estado da Presidência do Conselho, sucedendo a seu tio, Gianni Letta, o “braço direito” de Silvio Berlusconi. Devolverá o lugar ao tio dois anos depois, na sequência da derrota do centro-esquerda e do regresso do “Cavaliere”. Foi a seguir deputado europeu pela coligação A Oliveira (centro-esquerda).
Em 2007, é um dos fundadores do Partido Democrático, que reúne três famílias políticas: pós-comunistas, democratas cristãos e centristas liberais, sendo eleito para o secretariado. Em 2009, foi eleito vice-secretário nacional, o “número dois” do partido, a seguir a Pier Luigi Bersani.
Enrico Letta é membro do comitê europeu da Comissão Trilateral, um grupo de interesse de orientação neoliberal fundado em 1973 por David Rockefeller, faz parte do comitê executivo do Instituto Aspen na Itália e em 2012 participou da reunião do Clube de Bilderberg, em Chantilly, nos Estados Unidos.
Enrico Letta é casado com a jornalista do Corriere della Sera, Gianna Fregonara, com quem tem três filhos.
Em 24 de abril de 2013 foi convidado pelo presidente de Itália, Giorgio Napolitano, a formar um governo de coalizão. Em 27 de abril 2013 foi apresentado pelo presidente italiano como o novo Primeiro-ministro da Itália.
Em 13 de fevereiro de 2014 apresentou a sua demissão, em consequência de a direção do seu partido, o Partido Democrata ter aprovado a formação de um novo governo.